# Dobozy Péter Pál
Dobozy Péter Pál (angolul: Peter Paul Dobozy) (Szombathely, 1833. április 17. – White Plains, Missouri, 1919. szeptember 19.) a magyar, az olasz és az amerikai szabadságharc hős katonája.

## Életpályája
Szombathelyen született a Forró utcában, amely 1894 óta Kossuth Lajos nevét viseli. Szülei római katolikus papnak nevelték, de ő már az iskolapadból beállt Kossuth Lajos zászlaja alá magyar honvédnak. Végigharcolta az 1848-49-es szabadságharcot. A világosi fegyverletétel után még vagyonát pénzzé tudta tenni, s menekült Törökországba, onnan pedig Itáliába. 1859-ben, amikor kitört az olasz-osztrák háború, beállt a történelmi nevezetességű Magyar Légióba az olasz szabadságért, többször is megsebesült, sebei majd csak az amerikai polgárháború alatt gyógyultak be, mert a Magyar Légió feloszlatása után kivándorolt Amerikába, ahol egyből a polgárháborúban találta magát. 
A Kossuth Lajos ajánló levelével érkezett hős katonáról John C. Frémont tábornok is tudomást szerzett, s ezredesi beosztást ajánlott neki, Dobozy Péter Pál megköszönte, de nem fogadhatta el, mert ő 1863 július 26-án beállt alezredesnek a 2. számú tennesseei nehéztüzér-ezredbe, még ugyanebben az évben Fort Columbusba (Kentucky) rendelték, ahol Asbóth Sándor tábornok hadsegéde lett és parancsnoka a 4. színes nehéztüzér-ezrednek. 
Jellemző, hogy a magyar származású képzett katonai vezetők szívesen vállalták a néger rabszolgákból szervezett csapatok vezetését az emberi egyenlőség megvalósításáért, a rabszolgaság eltörléséért. Példaként e helyütt is említsük meg Kossuth Lajos nővérének, Zsulavszkyné Kossuth Emília négy fiát, akikből hárman teljesítettek szolgálatot néger ezredekben. Dobozy Péter Pál 1866 január 5-én szerelt le Pine Bluffs-ban (Wyoming).
Az amerikai polgárháború befejezése után Arkansas államban gyapottermesztéssel foglalkozott, majd Missouri állam Howell  megyéjében telepedett le, ott tevékeny részt vállalt az Ozark vidék fellendítésében, végül Whithe Plains mellett gazdálkodott és földméréssel foglalkozott a vasútvonalaknál. Szeretet és tisztelet övezte e vidéken az idős szabadságharcost. Dobozy magyar anyanyelvén kívül angolul, németül, olaszul, törökül beszélt.
1919-ben hunyt el, az Oak Lawn temetőben (West Plains, Howell County, Missouri, USA) nyugszik.

## Magánélete
Háromszor nősült, harmadik feleségétől két lánya született, majd lányai révén több unokája.

## Emlékezete
Megörökítették nevét a washingtoni Afroamerikai Polgárháborús Emlékmű talapzatán.